# مصطفى مسلم
مصطفى مُسْلِم محمد (1940 - 17 أبريل 2021) هو عالم سوري متخصص في التفسير من مواليد عين العرب التابعة لمحافظة حلب. والذي يعدّ من العلماء البارزين بعلم التفسير، والمشرف على موسوعة التفسير الموضوعي.

## النشأة
ولد مصطفى مُسْلِم سنة 1940 ميلاديًا في عين العرب التابعة لمحافظة حلب في شمال سوريا، وهو شقيق السياسي صالح مسلم محمد الرئيس المشترك السابق لحزب الاتحاد الديمقراطي (PYD)، لكن عرف له آراء ومواقف مناقضة لمواقف وآراء أخيه، وداعمةً لتركيا.

## الدراسة
1. حصل على بكالوريوس في الشريعة الإسلامية من جامعة “دمشق” عام 1965 م.
2. ماجستير في التفسير وعلوم القرآن من كلية أصول الدين في جامعة “الأزهر” عام 1969م.
3. دكتوراه في التفسير وعلوم القرآن من كلية أصول الدين في جامعة “الأزهر” عام 1974م.[3] (تخصص علوم القرآن) وكان عنوان الرسالة إعجاز القرآن الكريم، وتم قبول رسالة الدكتوراه بدرجة مرتبة شرف، وكان المشرف أ. د.. علي محمود خليل.[2]

## وظائفه
1. مدرس في المعاهد العلمية في المملكة العربية السعودية، لمدة 9 سنوات.
2. أستاذ مساعد في جامعة الإمام محمد بن سعود الإسلامية بالرياض- المملكة العربية السعودية- من 1974 – 1984م.
3. أستاذ مشارك في جامعة الإمام محمد بن سعود الإسلامية بالرياض- المملكة العربية السعودية- من 1984- 1994 م.
4. أستاذ في جامعة الإمام محمد بن سعود الإسلامية بالرياض- المملكة العربية السعودية- من 1994-1997 م.
5. أستاذ في جامعة الشارقة، من 1997- 2010 م.
6. وكيل قسم القرآن وعلومه بكلية أصول الدين- جامعة الإمام محمد بن سعود الإسلامية- من 1976 – 1982 م.
7. رئيس قسم الدعوة والاحتساب كلية الدعوة والأعلام- جامعة الإمام محمد بن سعود الإسلامية، من 1982-1984م.
8. رئيس قسم الشريعة – جامعة الشارقة – من 2000- 2001 م.[4]
9. رئيس جامعة “الزهراء” في مدينة غازي عنتاب جنوبي تركيا منذ 2014 م.
10. خبير في مركز «تفسير» للدراسات القرآنية.[5]

## مؤلفاته
ألف ما يقارب الـ 90 بحثاً وكتاباً في الدراسات الإسلامية، أبرزها “موسوعة التفسير الموضوعي”، إلى جانب العديد من الأبحاث.
وأشرف على الرسائل الجامعية وشغل مناصب في الاستشارات العلمية. وإليك بغض التفصيل:

### الكتب:[4]
1. مباحث في إعجاز القرآن – من منشورات دار القلم- دمشق.
2. مباحث في علم المواريث – من منشورات دار المنارة- جدة.
3. مباحث في التفسير الموضوعي – من منشورات دار القلم- دمشق.
4. معالم قرآنية في الصراع مع اليهود – من منشورات دار القلم- دمشق.
5. مناهج المفسرين (التفسير في عهد الصحابة)- من منشورات دار ا لمسلم- ا لرياض.
6. تفسير القرآن العظيم (لعبد الرزاق الصنعاني) تحقيق 3 مجلدات مكتبة الرشد- الرياض.
7. تربية الأسرة المسلمة في ضوء سورة التحريم- دار المنار- مكة المكرمة.
8. مقرر التفسير للسنة الثالثة المتوسطة في المعاهد العلمية بالسعودية – مطابع جامعة الإمام بالرياض.
9. مقرر التفسير للسنة الأولى المتوسطة الثانوية في المعاهد العلمية بالسعودية- مطابع جامعة الإمام بالرياض.
10. التفسير الميسر للقرآن الكريم (الجزء التاسع والعاشر) – طباعة مجمع الملك فهد بالمدينة المنورة.
11. المعجزة والرسول في ضوء سورة الفرقان – دار القلم – دمشق.
12. مسالك الأبصار في ممالك الأمصار (لفضل الله العمري) تحقيق مشترك، وزارة الثقافة، الإمارات العربية المتحدة.
13. الثقافة الإسلامية: تعريفها، مصادرها، مجالاتها، تحدياتها- مشترك، دار البشير – الشارقة.
14. (الزيادة والإحسان في علوم القرآن) لابن عقيلة المكي- مشترك – إعداد قسم الدراسة. طبع في عشر مجلدات- نشر جامعة الشارقة 2006.
15. (جامع البيان في القراءات السبع) لأبي عمرو الداني- مشترك -. طبع في ثلاث مجلدات. نشر جامعة الشارقة 2007 م.
16. (الهداية إلى بلوغ النهاية) لمكي بن أبي طالب القيسي- مشترك (إشراف) إعداد قسم الدراسة. طبع في ثلاثة عشر مجلدًا. نشر جامعة الشارقة 2008 م.
17. (التفسير الموضوعي لسور القرآن الكريم)- مشترك- طبع. نشر جامعة الشارقة 2010 م.

### الأبحاث:[4]
1. نظرات في المدرسة العقلية الحديثة.
2. معوقات تطبيق الشريعة الإسلامية.
3. المناسبات ودلالاتها على إعجاز القرآن الكريم.
4. قراءة في بنود الصحيفة (الوثيقة) النبوية.
5. ممارسات خاطئة في تربية الطفل.
6. التطرف والعنف وأثرهما في الدعوة.
7. التفاسير حسب ترتيب النزول في الميزان.
8. إعجاز القرآن في عصر الحاسوب/ 2005.
9. النصفة في الحوار القرآني/ 2007.

## وفاته
تُوفي يوم السبت 5 رمضان 1442 هـ الموافق 17 أبريل 2021م عن عمر ناهز 81 عامًا في مدينة غازي عنتاب التركية، متأثرًا بإصابته بكوفيد-19.

## وصلات خارجية
- الموقع الرسمي لفضيلة الأستاذ الدكتور مصطفى مسلم.